# Louise van Mecklenburg-Schwerin

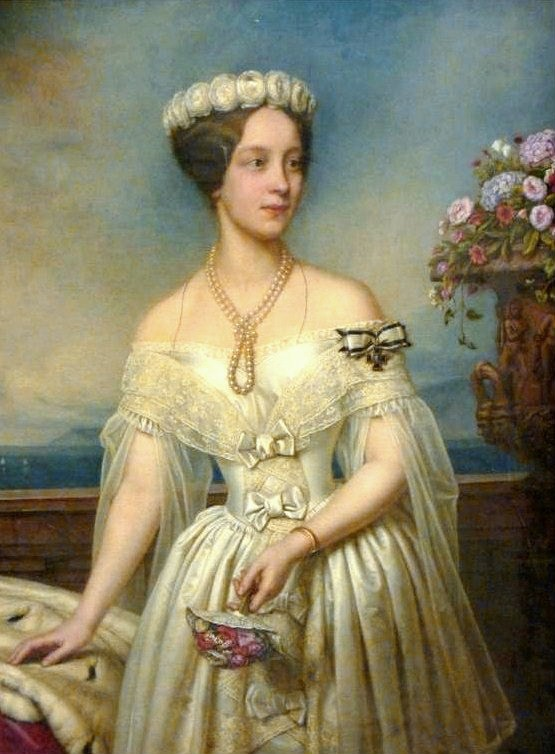
Louise van Mecklenburg-Schwerin in 1849

Louise Marie Helena van Mecklenburg-Schwerin (Ludwigslust, 17 mei 1824 – Venetië, 9 maart 1859) was een hertogin uit het huis Mecklenburg-Schwerin.
Zij was het tweede kind en de oudste dochter van Paul Frederik van Mecklenburg-Schwerin en prinses Alexandrine van Pruisen. Ze was genoemd naar haar grootmoeder, de Pruisische koningin Louise.
Zij trouwde op 20 oktober 1849 met prins Hugo van Windisch-Graetz. Het paar kreeg de volgende kinderen:
- Alexandrine Marie (29 augustus 1850 – 12 juli 1933)
- Olga Marie (17 maart 1853 – 27 december 1934)
- Hugo Veriand (17 november 1854 – 15 mei 1920)
- Marie Gabriele Ernestine Alexandra (11 december 1856 – 9 juli 1929), getrouwd met Frederik Paul van Mecklenburg-Schwerin